# Hypocaccus dimidiatus
Hypocaccus dimidiatus är en skalbaggsart som först beskrevs av Johann Karl Wilhelm Illiger 1807.  Hypocaccus dimidiatus ingår i släktet Hypocaccus och familjen stumpbaggar. Enligt den svenska rödlistan är arten starkt hotad i Sverige. Arten förekommer i Götaland. Artens livsmiljö är havsstränder.

## Underarter
Arten delas in i följande underarter:
- H. d. dimidiatus
- H. d. maritimus